# 北極海

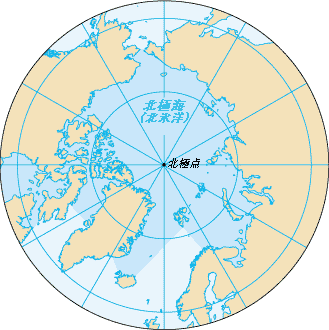
北極海（濃い青の部分）

北極海（ほっきょくかい、英語: Arctic Ocean、ラテン語: Oceanus Arcticus オーケアヌス・アルクティクス）は、北極を中心として、ユーラシア大陸、グリーンランド、北アメリカ大陸などによって囲まれた海域である。
国別で言うとアメリカ、ロシア、カナダ、デンマーク、ノルウェーの5カ国に囲まれている。北極点は北極海内にある。北大洋（ほくたいよう）や北氷洋（ほっぴょうよう）、北極洋（ほっきょくよう）とも呼ばれる。国際水路機関 (IHO) は北極海を「大洋」と認定しているが、海洋学では大西洋の一部をなす「地中海」と見なされる。これは北極海の海水循環が、塩分濃度差と温度差に支配され、大西洋に従属しているためである。先住民のイヌイットが、生活の場としてきたところである。
高緯度に存在するため、北極点周辺は一年中、その他も冬になると氷に覆われる。ただしノルウェー沖は、暖かい大西洋の海水が流れ込むので、海は凍結しない。

## 地理

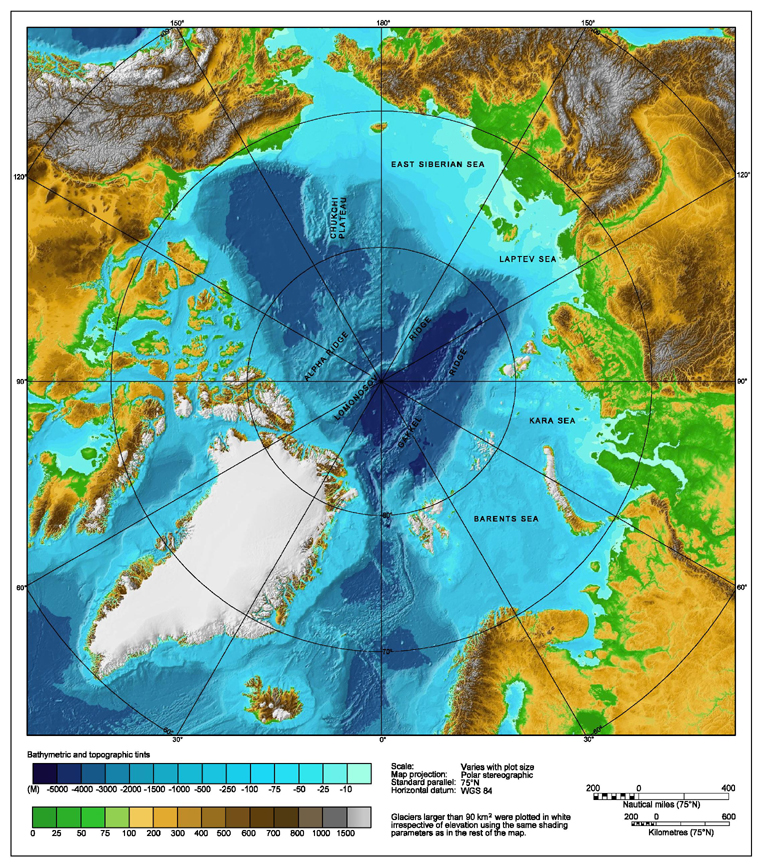
北極海の海底地図

面積は約14,056,000 平方kmもしくは9.485×106平方km、海岸線の長さは45,389 km。最大深度5440m、平均深度1330mであり、太平洋・大西洋・インド洋と比べて平均深度は約1/3と浅い。この浅さは、大陸棚の発達によるものである。カナダ側にも大陸棚は広がっているが、とくにシベリアの北側には広大な大陸棚が広がっている。北極海中央部には北極海盆と呼ばれる深海域が広がっているが、この北極海盆はロシア領のノヴォシビルスク諸島からカナダのエルズミーア島にかけて北極海を横切るように伸びている、長さ1,800km、周囲の海底からの高さ3,300m-3,700mのロモノソフ海嶺によって二分されている。この海嶺の北アメリカ側はアメラジアン海盆、シベリア側はユーラシア海盆と呼ばれ、さらにアメラジアン海盆はアルファ海嶺によって二分され、北極点側がマカロフ海盆、北アメリカ側がカナダ海盆と呼ばれる。また、ユーラシア海盆もガッケル海嶺によって二分され、北極点側がアムンセン海盆、シベリア側がナンセン海盆と呼ばれる。
かつて最終氷期においては北極海沿岸は巨大な氷床に覆われ、北極海の水位も現在より120ｍ下がっていた。このため、水深が浅い北極海では、大陸棚の広大な地域が陸地となっていた。この時期にこの大陸棚では永久凍土が形成され、間氷期となってこの地域が水没した後も溶解しなかった。そのため、現在でも北極海の大陸側海底には広大な永久凍土地帯が存在している。
北極海は、ユーラシア大陸、北アメリカ大陸、グリーンランドに囲まれている。この北極海は、多くの海域に分割されている。ユーラシア大陸側のロシア北方海域は、西からバレンツ海、カラ海、ラプテフ海、東シベリア海、チュクチ海、そしてバレンツ海の南に位置する入り江である白海の6つにわかれている。北アメリカ大陸側には、バフィン湾、ボーフォート海、グリーンランド海、ハドソン湾、ハドソン海峡といった海域が含まれる。そして、この二つに挟まれて、北極海の中央部分が北極点を中心に広がっている。なお北極海は、ベーリング海峡で太平洋の付属海であるベーリング海と、グリーンランド海で大西洋の付属海であるノルウェー海と繋がっている。
北極海の海水供給は、とくにヨーロッパ大陸北方においての大西洋からの流入が主なものとなっている。ヨーロッパ大陸北方には、北大西洋海流の末流であるノルウェー海流がバレンツ海まで、またノルウェー海流から分離しスヴァールバル諸島を通ってノヴォシビルスク諸島周辺まではスピッツベルゲン海流が到達する。この二つの海流はいずれも暖流であり、北極海に大きな熱量をもたらす。北極海がコラ半島北部周辺までは通年航行可能で、それ以東も海氷の発達が比較的弱く、北東航路が北西航路よりも早く開通・一部実用化されたのも、この暖流によるところが大きい。一方、太平洋と北極海をつなぐベーリング海峡は狭いうえに平均水深45mと浅く、流入する海水も少量で、大西洋系に比べはるかに小さな影響しか北極海に及ぼさない。北極海が広義には大西洋の属海とされるのも、この海水循環の関係による。一方、ベーリング海峡周辺からシベリア北方、北極海中央部寄りを通過し、グリーンランド北部へと向かう海流があり、これはグリーンランド東部をながれる寒流の東グリーンランド海流として大西洋へ流れ出す。
北極海に注ぎ込む河川は幾つも存在するが、主な河川としては、ユーラシア大陸から流れてくる、レナ川、エニセイ川、オビ川、北アメリカ大陸から流れてくる、マッケンジー川が挙げられる。
北極海中央部には永久氷が存在しており、これは一年を通じて溶けることはない。大陸である南極とは違い、北極の氷は海水が凍ったものであるため、わずかながら塩分が含まれている。一方、大陸沿岸の水域の氷は夏にはとけることも多く、これを利用して水運も行われるが、その場合でも溶けきれない氷山の浮遊が多く、航行には注意が必要である。秋になると大陸沿岸には岸に沿って沿岸定着氷が発達し、沖合の永久氷と接続して北極海のほぼ全域が氷におおわれることとなる。ただし、海流や地形の影響によって、氷の中にぽっかりと凍らない水域ができることがあり、ポリニヤと呼ばれるこの水域は各地に点在し、北極海に生息する動物たちが多く集まる場所となっている。
北極海には多数の島々が存在している。ユーラシア大陸側にはスバールバル諸島、コルグエフ島、ノヴァヤ・ゼムリャ、ゼムリャ・フランツァ・ヨシファ、セーヴェルナヤ・ゼムリャ、ノボシビルスク諸島、ウランゲル島などがある。北アメリカ大陸側には北極諸島と総称されるエルズミーア島、バフィン島、デヴォン島、ビクトリア島、バンクス島、メルビル島などが浮かぶ。

## 沿岸都市
沿岸でもっとも大きな都市は付属海である白海に面するアルハンゲリスクであり、人口は約35万人に上る。アルハンゲリスクは冬季に結氷するものの、18世紀初頭にピョートル大帝が大北方戦争においてスウェーデンからバルト海沿岸を奪取しサンクトペテルブルクを建設するまではロシア唯一の海への出口であり、商港として栄えた。ついで大きな町は、コラ半島北部に位置し北極圏に属するムルマンスク（人口約30万人）である。ムルマンスクはノルウェー海流の影響を受けて不凍港であり、軍港として重要である。この2都市を除けば人口10万を超える都市は北極海沿岸には存在しない。コラ半島から白海南部にかけては北極海沿岸でもっとも人口の稠密な地域であり、ムルマンスク周辺にはコラ半島の名の由来ともなった古い交易都市であるコラや、ロシア北方艦隊の母港であるセヴェロモルスクなどの小中都市が点在する。かつてソビエト連邦時代には国策としてシベリアの開発が進められ、その輸送ルートとして北極海航路も砕氷船を用いて積極的に開発が進められたため、シベリアの北極海沿岸にはナリヤン・マルやオビ川河口に近いノービイ・ポルト（Novıy Port）、エニセイ川河口に近いディクソン、レナ川の河口に存在する三角州地帯の南南東にあるティクシ、チュコト地方のペヴェクなどに1万人を超える都市が立地していた。しかし、ソビエト連邦崩壊後は北極海航路やシベリア開発の多くが放棄され、これらの町の人口も急減した。
ヨーロッパ北部の北極海沿岸では、アイスランドのアークレイリ（人口17000人）が最大の町である。ついでスバールバル諸島の主邑であるロングイェールビーンが人口2200人で続く。スバールバルには他に、かつてソ連が労働者を送り込み、なかば自国領として統治していた炭鉱の町バレンツブルクや、スバールバルおよび世界最北の村落の一つであるニーオーレスンなどの集落があり、いずれも北極海に面している。
シベリア側に比べ、北アメリカ大陸側の人口はさらに少ない。最大の町はアラスカ州のウトキアグヴィク（旧名・バロー）だが、人口は4000人程度に過ぎない。これにプルドーベイ油田をもつプルドーベイが2000人程度で続き、このほかは沿岸に人口1000人を超える集落は存在しない。カナダ領の北極諸島にはレゾリュートなどの小集落が点在するのみである。カナダ最北の村は、北極海に面したエルズミーア島のグリスフィヨルド（人口141人）であり、さらにエルズミーア島北端には世界最北の永住居住地であるアラートが存在する。もっとも、アラートの定住人口は5人であり、この5人を除く大半は同地に存在する軍事基地や気象台、研究所の職員である。グリーンランドでもほとんどの人口は南部の大西洋沿岸に居住しているため、北極海沿岸には、北西端にカーナーク（旧名トゥーレ、人口640人）の町があるほかはほとんど居住者がいない。北東端にノードがあるが、ここは人が常駐するものとしては世界最北端の軍事・観測基地であり、集落ではない。

## 歴史

### 古代・中世
紀元前からすでに、北極海沿岸にはエスキモーをはじめとする諸民族が進出し、漁労や狩猟を中心とする生活を送っていた。
北極海の水域を初めて探検したのはヴァイキングであり、11世紀ごろにはコラ半島から白海周辺にまで到達していた。一方、12世紀ごろよりノヴゴロド共和国の移住者が白海沿岸に定住し、ポモールと呼ばれる民族集団を形成した。ポモールは北極海沿岸に沿って各地に入植し、北ドヴィナ川の下流域に位置するホルモゴルイの町を本拠地として、コラ半島北岸のコラなどに拠点を作り、交易をおこなっていた。14世紀にはホルモゴルイは交易拠点として栄えた。

### 北東航路の探索

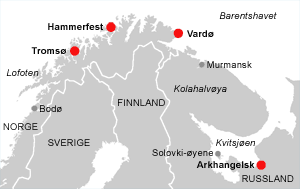
ポモール交易の行われた港

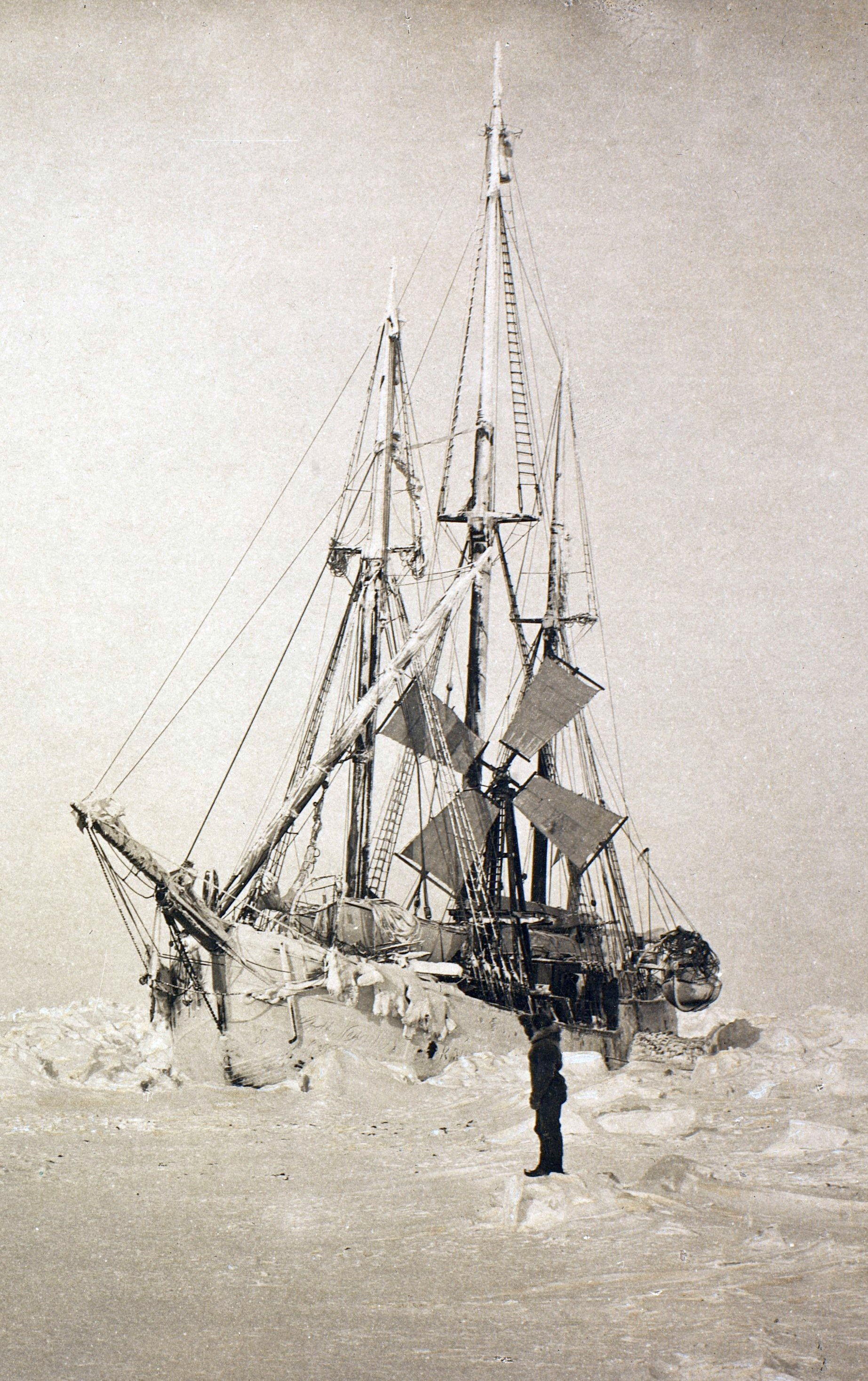
氷の中に捕まれたフラム号、1894年3月

大航海時代が始まり、アメリカ大陸が発見されると、航海熱が高まり、北極海を通ったアジアへの最短ルートがあると信じられるようになった。いわゆる北西航路・北東航路である。特にイギリスやフランス、オランダがこの航路探索に力を入れた。そんな中、1553年に北東航路探索中だったリチャード・チャンセラーが白海へとたどりつき、ホルモゴルイからモスクワ大公国へと到達した。これによって1555年にロンドンにおいてモスクワ会社が設立され、北極海を通じたイギリス・ロシア交易が盛んとなった。1584年に建設されたノヴォ・ホルモゴルイ（現アルハンゲリスク）がこの交易の拠点となった。1594年には、ウィレム・バレンツがノヴァヤゼムリャ島を発見した。1596年にはバレンツの3度目の探検によってスヴァールバル諸島のスピッツベルゲン島が発見されている。この島はしばらく放置されていたが、1608年にヘンリー・ハドソンが北極海探検を行った際、この島近くにホッキョククジラの大群が生息していることを報告し、以後バレンツ海ではイギリスとオランダによる捕鯨が盛んに行われるようになり、スピッツベルゲン島は捕鯨拠点として一時繁栄した。イギリスはやがて脱落し、オランダによる独占状態となったが、乱獲により1680年代以降次第に衰退していった。一方でこの時代、北東航路の最東端となっていたヤマル半島のマンガゼヤへの就航が禁じられ、これにより北東航路探索も一時下火となった。ポモールはこの後もアルハンゲリスクを中心として、ノルウェーのヴァードー、ハンメルフェスト、トロムソの３都市との間でロシアの穀物とノルウェー北部の魚を交易する、いわゆるポモール交易を行って繁栄し、19世紀には白海沿岸に、ロシア語とノルウェー語のピジン言語であるルッセノルスクが広まったが、この交易並びに言語はソヴィエト連邦の成立により終焉を迎えた。
こののちはロシア人によって探検が進められていった。毛皮を求めて東進するロシア人は17世紀中盤には太平洋へと到達し、1648年にはセミョン・デジニョフがベーリング海峡を発見するものの、この発見は1世紀近く忘れ去られる。1725年から1730年までは、ヴィトゥス・ベーリングがカムチャッカやチュコト半島を探検し、ベーリング海峡を再発見した。19世紀中盤には、ヤコフ・サンニコフ、フェルディナント・フォン・ウランゲルなどの探検によって北極海沿岸の地形が判明し、1875年にはアドルフ・エリク・ノルデンショルドがヴェガ号によって北東航路の通航に成功した。1879年にはアメリカのジョージ・ワシントン・デロングがジャネット号で北極海探検に出発したもののノボシビルスク諸島沖で沈没し、デロングはじめほとんどの探検隊員が死亡したが、3年後の1882年に、北極海よりはるか南、大西洋に面するグリーンランド最南端のユリアーネハーブにジャネット号の残骸が漂着した。これは北極海中央部を東から西へと流れる海流の存在を示唆しており、この海流を念頭に、1893年から1896年まで、北極点到達を目指したフリチョフ・ナンセンによってフラム号遠征が行われた。この探検においては北極点到達はならなかったものの当時の最北到達記録を更新するとともに、この航海によって開発された探検技術はこれよりのちの探検に多大な影響を与えた。

### 北西航路の探索
一方、アメリカ大陸側においても北西航路の探索がすすめられていた。1576年から1578年にかけてはマーティン・フロビッシャーが3度の北西航路探索を行い、バフィン島にまで到達している。1585年から1587年にかけてはジョン・デイヴィスがデービス海峡を抜けてバフィン島へ到達し、1610年にはヘンリー・ハドソンが探検を行い、ハドソン海峡をはじめて抜けてラブラドル半島の北端を回ってハドソン湾へと到達したが、南端のジェームズ湾で越冬中に命を落とした。その後、1668年にイギリス船ノンサッチ号がハドソン湾に再び進入し、沿岸のインディアンと毛皮の交易に成功した。これを受け、1670年にハドソン湾会社が設立されて、ハドソン湾及びハドソン湾に注ぐすべての河川の流域（ルパート・ランド）を含む交易独占権を得た。これにより、ハドソン湾沿岸各地にハドソン湾会社の交易所が建設され、ハドソン湾までの交易ルートは確立したものの、それ以西の探検はいまだ進んでいなかった。
18世紀後半になると、ハドソン湾会社の毛皮交易独占に対抗すべく設立された北西会社が盛んに探検隊を北アメリカ大陸北部へと送るようになり、そのうちの一人であるアレグザンダー・マッケンジーは1789年、カナダ中部のアサバスカ湖からマッケンジー川を伝って北上し、北極海へと到達した。
その後もジョン・ロス、ウィリアム・エドワード・パリーなど多くの探検家によって北西航路探索は続けられたが、1845年に出発し消息を絶ったジョン・フランクリン探検隊など、遭難するものも多かった。1854年にはロバート・マクルアーがベーリング海峡から西へ向かうルートで北西航路踏破をめざし、船は途中で沈没し放棄されたものの、東から進んできた別の探検船に救出され、ソリを使ったものの一応踏破には成功した。しかし、船による完全通航の成功は1903年のロアール・アムンセンまで待たなければならなかった。1909年には、北極海上の氷上にある北極点にロバート・ピアリーが到達した。1926年5月9日には、スヴァールバル諸島がら出発したリチャード・バードによって航空機による初の北極点到達が成し遂げられている。

### 冷戦
第一次世界大戦の勃発とともに、ロシア帝国は北極海に着目することとなった。ドイツ帝国との戦争によってバルト海航路の安全が脅かされ、オスマン帝国との戦争によって黒海航路が閉ざされたため、中央同盟国の影響力の及んでいない北極海を新たな貿易航路として活用することが計画されたのである。コラ半島の北部、北大西洋海流によって不凍港となっているムルマンスクが新港建設地に選ばれ、1916年にムルマンスク市が成立し、以降ここを交易・軍事拠点として、ロシアの北極海進出が本格化する。ロシア革命後、新しく成立したソビエト連邦はこの方針をさらに加速させた。ソヴィエト連邦は周囲を敵対する国家群に囲まれたことから、シベリアの沿海の北極海、つまりカラ海、オビ湾、ラプテフ海、東シベリア海を事実上の内海として重要視し、砕氷船の後ろに商業船舶を随行させる方式によって北極海航路の商用化を目指したのである。これによって北極海沿岸には各地に港町がつくられ、輸送量も1987年には658万トンに達した。また、軍事的にもソヴィエトは北極海地域を重視し、1933年にはムルマンスクに北方艦隊が創設され、セヴェロモルスクを母港として北極海方面を管掌することとなった。第二次世界大戦が勃発すると、北極海ルートはソヴィエトへの重要な物資供給ルートとなり、レンドリース法による援助物資のうち4分の1が北極海を通過することになった。1941年8月21日に最初の支援船団であるダーヴィシュ船団がアイスランドを出港し、以降次々と船団がムルマンスクとアルハンゲリスクに送り込まれた。これに対し、ノルウェーを占領下においたナチス・ドイツは盛んに船団に攻撃を行い、PQ17船団の戦い、バレンツ海海戦、北岬沖海戦といった諸海戦が1942年から1943年にかけて起こった（第二次世界大戦中の北極海における輸送船団）。
第二次世界大戦が終結し、冷戦がはじまると、北極海は急速に軍事的重要性を高めていく。ソヴィエトの新たな主敵となったアメリカ合衆国、およびカナダとは北極海を挟んで対面に位置しており、北極海上空を通過するとソビエト連邦とアメリカ合衆国との間の最短距離となるため、北極海の沿岸には東西両陣営の軍事基地が建設され、さらに北極海に浮かぶ氷上にも観測基地が設けられるなどして、双方のにらみ合いが続いた。海軍においても同じ理由で増強がすすめられ、ソ連北方艦隊には潜水艦を中心として多数の艦艇が配備された。1958年8月3日には、アメリカの原子力潜水艦ノーチラス号が北極点を潜航したまま通過して北極海を横断した。一方、ソヴィエト連邦の上空は西側諸国の飛行機が航行できないため、ソ連の領空を通らない形で極東と欧州を結ぶ極圏航路が1950年代に開拓され、メインルートとなっていった。

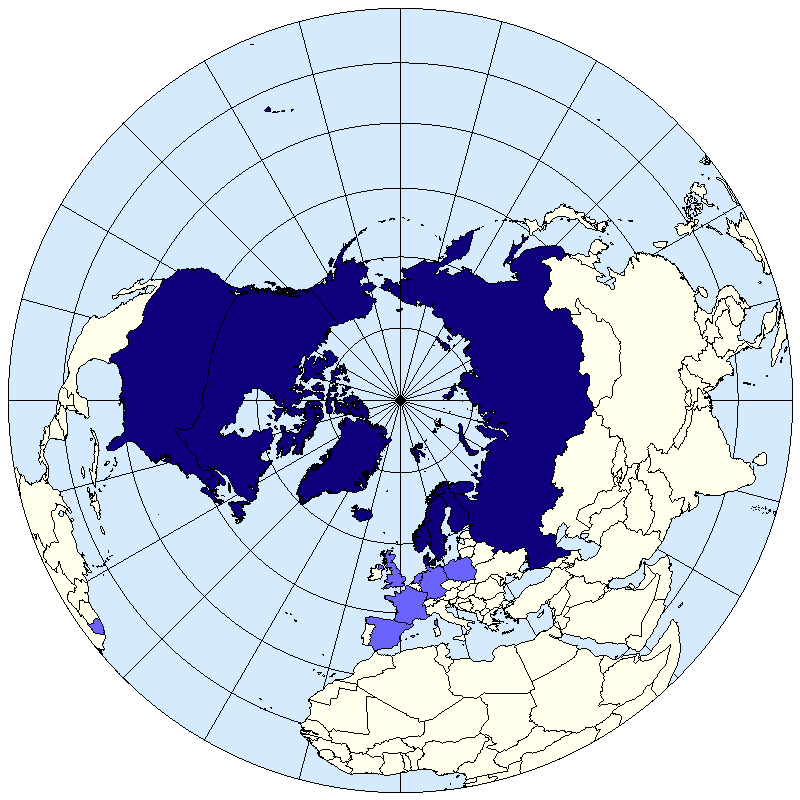
北極評議会
加盟国
オブサーバー参加国

### 冷戦終結後
冷戦終結後、ソビエト連邦が崩壊するとシベリア北部の開発計画の多くは中断され、沿岸地域の人口は急減し、それにともなって北極海航路も輸送量が激減した。しかし、近年では北極の海氷が減少する傾向が見られ、海氷の体積が2003年から2012年の間に、秋季で36％、冬季で9％減少したとする研究結果が出ている。かつては通行可能期間が2ヶ月ほどであったが通行期間が長くなりつつあり、再び北極海航路に注目が集まっている。
また、対立構造の終焉によって環北極海諸国間の協力も盛んになり、1996年9月にはカナダ、デンマーク、フィンランド、アイスランド、ノルウェー、ロシア、スウェーデン、アメリカ合衆国の環北極海8カ国によって北極評議会が設立された。この北極評議会は北極海の問題も討議されたものの、北極圏全域の問題を討議する機関であった。その後、資源開発や北極海航路開通・商業化の実現性が高まったことなど、北極海自体の重要性が高まってきたため、2008年5月27日から5月29日にかけてグリーンランドのイルリサットでアメリカ合衆国、カナダ、デンマーク、ノルウェー、ロシアの五か国の参加によって北極海会議が開催され、北極海における資源や環境などの諸問題が討議された。

## 北極海航路
北極海を経由してヨーロッパとアジアを結ぶ航路は、16世紀以降幾度も構想され、ユーラシア大陸北岸を通る北東航路、北アメリカ大陸北岸を通る北西航路の二つを目指して、多くの探検家たちが航海を行ってきた。しかしかつて北極海は通年氷に閉ざされており、商業航路の開設はほぼ不可能であった。北東航路に関しては、旧ソヴィエト連邦時代には、ほぼソヴィエトの沿岸のみを通る航路として北極海航路は重視され、北極航路総管理局のもとで砕氷船とともに定期船もなんとか運行されてきたが、ソ連崩壊とともに多額の運航費用のかかるこの航路はほぼ消滅し、コラ半島からオビ川までの航路はなんとか維持されたものの、それ以東はレナ川河口までがまれに航行が行われる程度で、レナ川以東はほぼ商船の航行が途絶えてしまった。また、北西航路に関しては、カナダ政府にこれを商業化する意思は全くなく、航路整備は全く行われてこなかった。
しかし、近年の地球温暖化により北極海の海氷が急減し、それにともない北極海を通る航路が注目を集めている。北極海を経由した場合、例えばロンドンから大阪へと航行する場合は、パナマ運河経由が23300㎞、スエズ運河経由が21200㎞もかかるのに対し、北極海北西航路であれば15700㎞で済み、時間・運航費用的に非常に経済的な航路となりうる。そのうえ、この航路はすべて通常の海域であり、パナマ運河やスエズ運河のような人工運河を経由しないため、パナマックスやスエズマックスといった、運河のサイズに合わせた船舶サイズ制限が一切不要となる。さらに、この海域は大国の沿岸海域であるうえに人口が非常に少ない地域であるため、ソマリア沖やマラッカ海峡のような海賊の出没を考慮する必要がないこともメリットとして挙げられる。
しかし、この海域はもともと氷で閉ざされていた地域であり、一時期氷から解放されていたとしても、氷解時期のずれや流氷などの脅威は常に付きまとうため、砕氷船の同行などが必要となり、これがコスト高の要因となりうる。また、北極海地域はこれまで商業航路としてほぼ利用されてこなかったため、他海域に比べて商業航路運行上の法整備が圧倒的に立ち遅れている。特に北西航路においては、地形的にカナダ領北極諸島の南側を抜けるルートを取ることとなるが、ここはカナダ領に挟まれた海峡であり、このルートをカナダの領海であり内水であると主張するカナダと、国際海峡であるとみなしているアメリカや欧州連合諸国との間で対立が生じている。また、同じ理由で北極海沿岸には商用利用できる商港を持つ大都市が非常に少なく、これも不安定要因となる。

## 極圏航路
海路である北極海航路がいまだ未開発であるのに比べ、北極海上空を飛行する空路である極圏航路はすでに航空路として開発され、多く利用されている。
極圏航路が商業航路として初めて利用されたのは1950年代半ばのことで、アメリカ西海岸のロサンゼルスとデンマークのコペンハーゲンとを結ぶ便が最初だった。当時は冷戦下であり、西側諸国の航空機の多くはソヴィエト連邦領上空を通過することができず、また航続距離にも問題があったため、北極圏に近いアラスカのアンカレッジ空港を中継地とし、ここで給油して北極海上空を飛行するルートが開発されたのである。ついで、日本とヨーロッパを結ぶ空路もこのコースを取るようになった。それまでのアジア諸国を回る南回り航路に比べ、このアンカレッジ経由ルートは大幅に飛行時間を短縮することができたため、この航路は北回り航路と呼ばれて日本・欧州間のメインルートとなった。アンカレッジ空港はこの空路のハブとして活況を呈したが、やがて冷戦の終結とともにロシア連邦は西側諸国の領空通過を認め、また飛行機の航続距離の増大もあって、1990年代には日本・欧州間の航空便はシベリア上空を通過するルートへとすべて変更され、極圏航路を利用しなくなった。しかし、現在でもアメリカ・カナダと中国やドバイを結ぶ便では北極海上空通過ルートが利用されている。

## 資源
北極海の鉱物資源・動物資源はその豊富さが注目されている。石油、天然ガス、漂砂鉱床、マンガン団塊などのほか骨材となる砂利が海底に眠っている。また魚、アザラシ、クジラも多く生息する。ノルウェー北部のバレンツ海においては石油の埋蔵が多数確認され、枯渇の心配される北海油田に代わるノルウェー石油産業の柱となりつつある。2000年に最初の油田が開発され、その後も新油田の開発が積極的に行われている。
北極海の中央部は、アメリカ合衆国、ロシア、カナダ、デンマーク、ノルウェーといった国々が、これらの資源や北西航路・北極海航路（北東航路）を狙って権利を主張している。特に世界の未発見の石油・天然ガスのうち4分の1以上が海底に埋蔵されているとみられており、ロモノソフ海嶺による経済水域の定義をめぐりロシアとカナダなどの論争も起こっている。地球温暖化による北極海の気候の温暖化・海氷の減少によってこれらの資源は開発が容易になることが想定されており、開発計画も多数存在する。

## 生物
北極海では生物種が多様であり、氷の上にはホッキョクグマなど多数の動物が生息する。またセイウチやホッキョククジラ、イッカクにシロイルカといった海洋生物も住む。植物の数は、海水中の植物プランクトンを除き少ない。植物プランクトンは多数生息しており、北極海の生態系にとって非常に重要な存在である。植物プランクトンが利用する養分が、北極海に流れ込む幾つもの河川から流れ込んでくることはもちろんのこと、大西洋や太平洋とつながっている海峡からも北極海へと流れ込んできている。この養分の流入の他に、地球は自転軸を傾けたまま太陽の周りを公転している関係で、北極海の多くの場所では夏季に白夜となるため、植物プランクトンは光合成を盛んに行って大繁殖し、これを求めて様々な生物が集まってくる。しかし、同様の理由で冬季は極夜となるため、植物プランクトンの活動は著しく低下する。冬季は空の薄明りなどの光を求めて厳しい生存競争を繰り広げている他、渡り鳥などのように冬季は他の地域へと移動していってしまう生物も見られる。
こうした生物を保護するため、北極海沿岸には多くの自然保護区が設けられている。カナダ領北極諸島やロシア領の北極海各諸島に自然保護区があるほか、グリーンランド北東部には世界最北・最大の国立公園である北東グリーンランド国立公園が存在している。
2017年11月には北極圏に領土を持つ諸国と欧州連合（EU）、日本、中国、韓国が、北極海の公海における商業漁業の規制などで合意。上記の10カ国・機関が2018年10月3日、北極海公海での商業漁業を16年間禁止する協定の署名式を、グリーンランドのイルリサットで開いた。

## 科学研究
北極海には多くの観測基地が設けられ、極地の環境について観測・研究が行われている。これらの研究の歴史は古く、1882年から1883年にかけての国際極点年を嚆矢とする。この国際極点年は1932年から1933年にも行われ、さらに1957年から1958年にかけての国際地球観測年のときには北極全域に300か所の観測基地が設置され、研究が進んだ。ソ連とアメリカはそれぞれ2つずつ氷山の上に漂流基地を設置し、海流と海底の調査を行った。こうした研究を最も積極的に推し進めたのは旧ソ連であり、またアメリカやカナダも自国領海を中心にそれぞれ研究を進めた。

## 環境問題

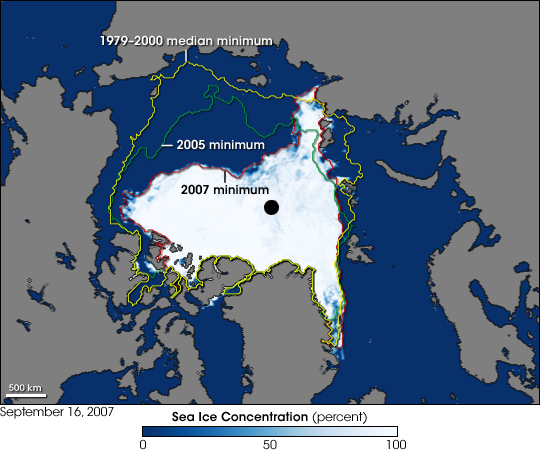
氷が一番小さくなったときの面積の比較。

最近では、北極には深刻な環境問題が起きている。最近30年間の北極の気温は、10年で0.5°Cずつ上昇しており、温暖化の影響ではないかと一部で主張されている。
地球の気候変動の影響で北極海の氷が薄くなり、氷が覆う範囲も狭くなってきている。北極海に浮かぶ氷の面積が減ることは、地球が太陽光を外部へ反射する割合（アルベド）が減ることにつながり、気候変動が加速される。また、北極での温度上昇で溶けた氷が北半球に流れ込み海流のパターンを変えてしまう（例えば、北大西洋に流れ込み、ヨーロッパを温めている暖流を押し下げてしまう）との懸念もある（熱塩循環を参照）。
また長年に渡り、毎年春になるとオゾンホールが北極海の上空に出現し続けている。
これまでで夏の北極の氷の面積が最小を記録したのは2012年である。温暖化の影響により、2030年頃には夏に北極の氷が消滅してしまうだろうと予測されている。